# Lasse Arnesen
Lasse Arnesen (Oslo, 18 de enero de 1965) es un esquiador alpino noruego. Nació en Oslo y representó al club IL Heming. Compitió en los Juegos Olímpicos de Invierno de 1992 en Albertville. Desde el 1 de noviembre de 2014, es el secretario general de la Norwegian Orienteering Federation, sucediendo a Bjørnar Valstad.